# Araguaia (telenovela)
Pour la rivière, voir Rio Araguaia.
 (août 2018).
Araguaia (Araguaya, la rivière du destin) / (Destiny River en anglais) est une telenovela brésilienne diffusée entre le 27 septembre 2010 et le 8 avril 2011 sur Rede Globo. Elle est créée par Walther Negrão. Elle est écrite par Walther Negrão, Jackie Vellego, Renato Modesto, Julio Fischer, Alessandro Marson et Fausto Galvão. En France, elle a été diffusée sur le réseau Outre-Mer 1er puis sur France Ô en 2013-2014 et sur Nina TV en 2015 et 2018.

## Synopsis
En 1845, la maison d’Antônia est mise à sac par une tribu d’amérindiens. La jeune femme est sauvée par Apoena, l’un d’entre eux, dont elle tombe rapidement amoureuse.
Cette idylle n’est pas du goût de Laru, la femme d’Apoena, qui, à l’aide d’un puissant shaman, jette un sort sur Antônia ainsi que sur toute sa descendance si ces derniers s’aventurent près des rives de l’Araguaya.
Des années plus tard, la famille de Solano, l’arrière-petit-fils d’Antônia commence à être victime de la malédiction.

## Distribution

### Rôles principaux
| Acteur/Actrice        | Personnage                              |
| --------------------- | --------------------------------------- |
| Milena Toscano        | Manuela Martinez                        |
| Murilo Rosa           | Solano Rangel                           |
| Cléo Pires            | Estela Rangel (Estrela Karue)           |
| Lima Duarte           | Max Martinez                            |
| Laura Cardoso         | Mariquita (Maria Quitéria)              |
| Júlia Lemmertz        | Amélia Martinez                         |
| Thiago Fragoso        | Vitor Vilar                             |
| Mariana Rios          | Nancy Santos                            |
| Suzana Pires          | Janaína Santos Martinez                 |
| Raphael Viana         | Frederico Martinez (Fred)               |
| Eva Wilma             | Beatriz Cardoso (Pierina)               |
| Emílio Orciollo Netto | Neca Tenório                            |
| Diogo Oliveira        | Apoena Karuê                            |
| Maria Joana           | Maria da Glória Mourão (Sergent Mourão) |
| Suyane Moreira        | Laru                                    |
| Alice Motta           | Antônia Rangel                          |
| Edson Celulari        | Fernando Rangel                         |
| Thaís Garayp          | Terê Tenório                            |
| Flávia Guedes         | Aspásia                                 |
| Henri Castelli        | Rudy                                    |
| Juca de Oliveira      | Gabriel (Cabo de Esquadra)              |
| Tânia Alves           | Pérola Simões                           |
| Otávio Augusto        | Padre Emílio                            |
| Nando Cunha           | Bucéfalo Almeida (Pimpinela)            |
| Ângelo Antônio        | Geraldo Lutti Filho                     |
| Paula Pereira         | Isadora de Almeida Lutti (Dora)         |
| Cinara Leal           | Safira Simões                           |
| Bruna Marquezine      | Terezinha                               |
| Neuza Borges          | Ivete Valadares                         |
| Luisa Mell            | Cristina Gouveia (Cris)                 |
| Gésio Amadeu          | Cirso Simões                            |
| Nanda Lisboa          | Ametista Simões                         |
| Raquel Villar         | Esmeralda Simões                        |
| Turíbio Ruiz          | Ruriá Karuê                             |
| Aninha Lima           | Lenita                                  |
| Thiago Oliveira       | Tavinho                                 |
| Yunes Chami           | Mamed Mascate                           |
| Eduardo Coutinho      | Dr. Ricardo                             |
| Luciano Scalioni      | Bruno Santos                            |
| Ricardo Castro        | Caroço                                  |
| Luciana Carinielle    | Lourdinha                               |
| Christovam Netto      | Marreta                                 |
| Adílson Maghá         | Eugênio (Genão)                         |
| Brenda Diniz          | Maria                                   |
| Cadu Paschoal         | Pedro                                   |
| Douglas Moreira       | André                                   |
| Frederico Wolkmann    | Tomé                                    |
| Laura Barreto         | Madalena                                |
| Luigi Matheus         | Mateus                                  |
| Roberta Piragibe      | Verônica                                |

### Rôles secondaires
| Acteur/Actrice          | Personnage        |
| ----------------------- | ----------------- |
| Alexandre Liuzzi        | Maciel            |
| Bernardo Melo Barreto   | Gabriel (jeune)   |
| Bia Nunnes              | Dr Vera           |
| Clarice Niskier         | Irmã Dulce        |
| Carlo Mossy             | Lauro             |
| Cristiane Machado       | Helô              |
| Cris Vianna             | Professeur        |
| Daniel                  | Lui même          |
| Isabelle Marques        | Cotinha           |
| Igor Angelkorte         | Caio              |
| Karina Ferrari          | Juliana           |
| Jonas Mello             | Bispo Dom Eugênio |
| João Velho              | Durval            |
| Josie Pessoa            | Antoninha (jeune) |
| Leona Cavalli           | Marly             |
| Luana Tanaka            | Dra.Murakami      |
| Luiz Baccelli           | Max               |
| Luiz Carlos Vasconcelos | Frei Gusmão       |
| Marcelo Torreão         | Durval            |
| Mellody Freire          | Estela (enfant)   |
| Nana Gouvêa             | Jamila            |
| Pablo Belini            | Hector            |
| Paloma Riani            | Sônia             |
| Priscila Steinman       | Antoninha         |
| Renata Ferreira         | Mariquita (jeune) |
| Regina Duarte           | Antoninha Rangel  |
| Suyane Moreira          | Larú              |
| Tereza Seiblitz         | Dolores           |
| Thadeu Matos            | Lúcio             |
| Thalita Ribeiro         | Jussara           |
| Tina Kara               | Vânia             |
| Victor & Léo            | Eux-mêmes         |
| Victor Sidoni           | Alex              |